# 金栄歓
金 栄歓（金 英歓、キム・ヨンファン、朝鮮語: 김영환）は、朝鮮民主主義人民共和国の政治家。朝鮮労働党中央委員会政治局委員候補、最高人民会議常任委員会委員。平壌市党委員会委員長、両江道党委員会委員長、党中央委員会副部長などを歴任。

## 経歴
出生地や生年月日は不明。就任時期は不明だが朝鮮労働党中央委員会副部長に就任している。2016年5月6日に開催された朝鮮労働党第7次大会で朝鮮労働党中央委員会検閲委員会委員に選出された。2019年12月28日に開催された党中央委員会第7期第5回総会で党中央委員会委員に補選され、両江道党委員会委員長に任命された。2020年2月に開催された党中央委員会政治局拡大会議で、平壌市党委員会委員長に任命された。わずか2ヶ月で赴任地を移動した背景には、金正恩委員長の建設事業の現地指導に同行するなどして信頼が厚く、平壌の住宅建設事業を行う担当者として、前任の金能五より適任とされたからという。2020年4月12日に開催された最高人民会議第14期第3回会議で、最高人民会議常任委員会委員に補選され、同年6月7日に開催された党中央委員会第7期第13回政治局会議で党中央委員会政治局委員候補に選出された。
2021年9月9日に行われた建国73周年慶祝閲兵式では、平壌市労農赤衛軍縦隊を率いて行進した。同年1月5日から開催された朝鮮労働党第8次大会で中央委員会委員に選出され、1月10日に開催された党中央委員会第8期第1回総会で党中央委員会政治局委員候補に選出された。2022年12月26日から開催された朝鮮労働党中央委員会第8期第6回総会拡大会議で党中央委員会政治局委員候補を解任された。

## 参考サイト
북한정보포털
| 先代金能五 | 平壌市党委員会責任書記 平壌市党委員会委員長2020年 - 2022年 | 次代金秀吉 |

| 先代李象元 | 両江道党委員会委員長2019年 - 2020年 | 次代李泰日 |